# 横島繭子
横島 繭子（よこしま まゆこ、1967年4月5日 - ）は、北日本放送ライツ部社員、元アナウンサー。

## 略歴
富山県富山市呉羽出身。富山県立富山東高等学校、法政大学卒業後、1990年に北日本放送へ入社。
2006年6月から育児休暇をとっていたが、2007年3月より復帰。2008年9月までデジタルコンテンツ推進部に勤務し、土曜深夜の『デジ魂!』を担当している。2008年10月ライツ部に異動。

## 過去の担当番組
- 桂竹丸のわくわくサタデー
- ラブぽけ
- まゆまん
- デジ魂!（デジタルコンテンツ推進部時代）